# Уварово (Псковская область)
Уварово — деревня в Опочецком районе Псковской области России. Входит в состав Макушинской волости Опочецкого района.
Расположена в 17 км к юго-западу от города Опочка, южнее деревни Арапы.
Численность населения по состоянию на 2000 год составляла 12 человек, на 2012 год — 18 человек.
До 2006 года входила в состав Петровской волости с центром в д. Макушино.